# Rhyncomya inflata
Rhyncomya inflata är en tvåvingeart som först beskrevs av Robinson-desvoidy 1830.  Rhyncomya inflata ingår i släktet Rhyncomya och familjen Rhiniidae. Inga underarter finns listade i Catalogue of Life.